# Arto (Słowenia)
Arto – wieś w Słowenii, w gminie Sevnica. W 2018 roku liczyła 371 mieszkańców.